# Wisteria floribunda
Wisteria floribunda är en ärtväxtart som först beskrevs av Carl Ludwig von Willdenow, och fick sitt nu gällande namn av Dc.. Wisteria floribunda ingår i släktet blåregnssläktet, och familjen ärtväxter. Inga underarter finns listade i Catalogue of Life.
På svenska kallas växten Japanskt blåregn.

## Bildgalleri

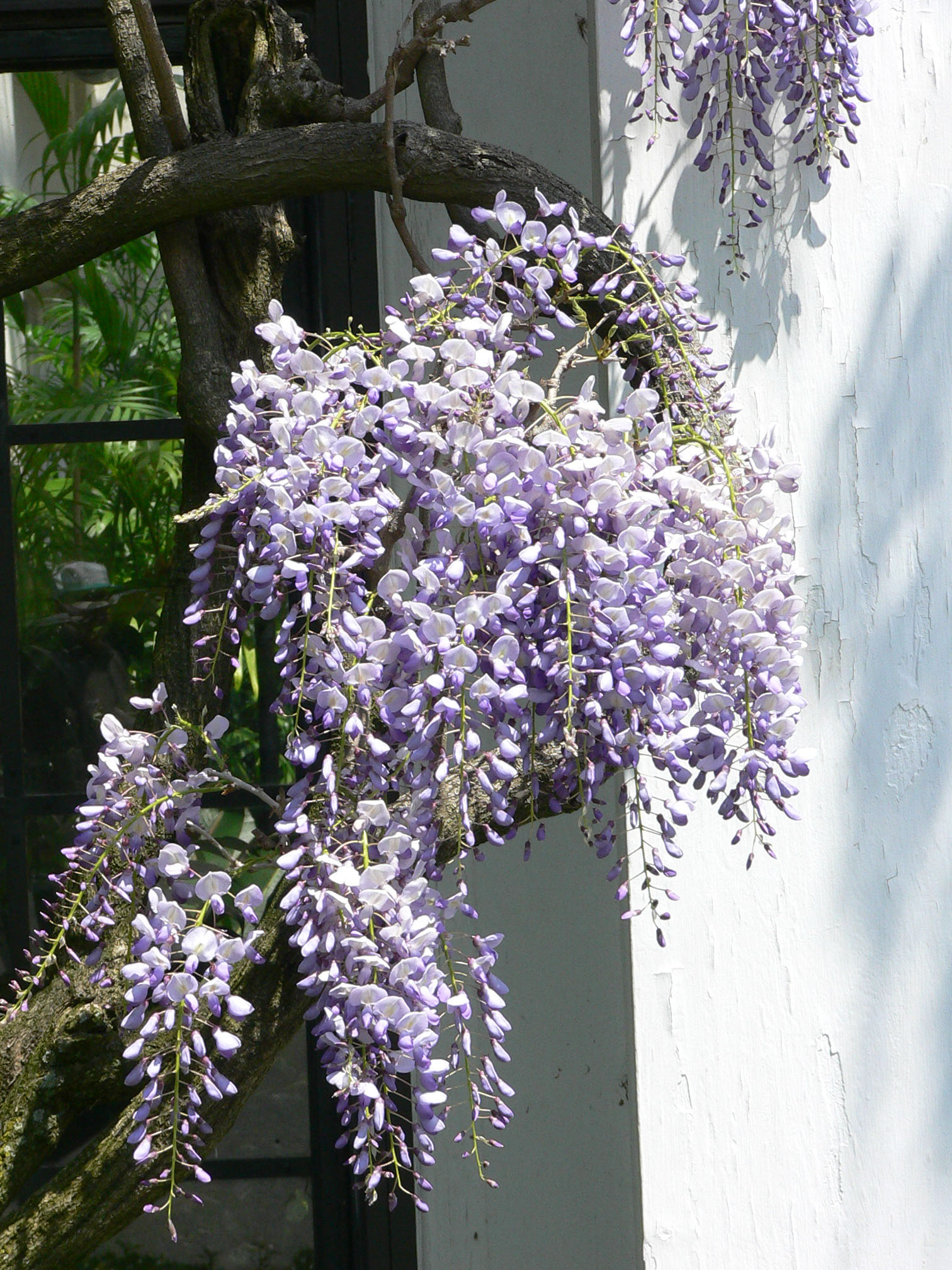
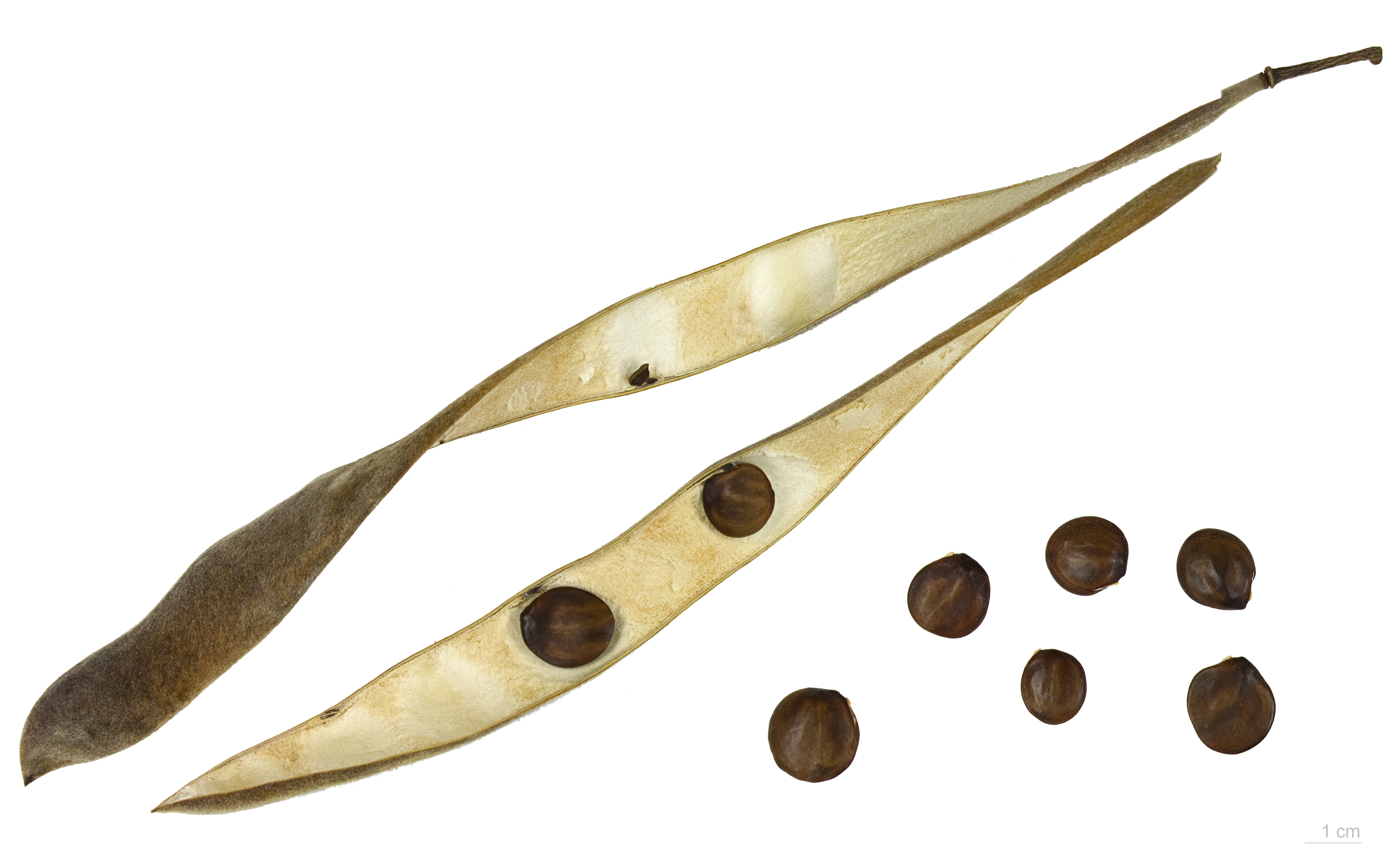